# Si ça saigne (roman court)
Si ça saigne (titre original : If It Bleeds) est un roman court de Stephen King paru en 2020 dans le recueil Si ça saigne. L'auteur y fait de nouveau apparaître Holly Gibney, personnage déjà au cœur des romans Mr. Mercedes, Carnets noirs, Fin de ronde et L'Outsider. Les romans Holly et Never Flinch, parus respectivement deux et quatre ans plus tard, sont directement centrés sur ce personnage.

## Résumé
En décembre 2020, dans une petite ville situé non loin de Pittsburgh, en Pennsylvanie, une bombe est déposée dans le collège Albert Macready, qui accueille près de cinq cents élèves. L'explosion entraîne le décès de plus de trente personnes, dont plus de vingt enfants. Holly Gibney, détective privée au sein de l'agence Finders Keepers, regarde en direct la première intervention d'un journaliste d'une télévision locale, moins d'une heure après les faits. Ce même journaliste, Charles « Chet » Ondowsky, refait une intervention le soir-même mais Holly remarque que le grain de beauté présent au-dessus de sa lèvre supérieure a disparu. Elle fait alors des recherches sur de précédentes interventions du journaliste et dans aucune d'elles elle ne retrouve ce grain de beauté. En reprenant la vidéo diffusée peu après l'explosion au collège, Holly se rend compte qu'il ne s'agit en aucun cas d'un grain de beauté mais plus de poils non rasés ou d'un résidu d'une fausse moustache. Elle récupère alors la vidéo prise par la caméra située à l'entrée du collège au moment où le poseur de bombe a pénétré dans l'établissement. Ce dernier porte une moustache mais ne ressemble pas au journaliste. Néanmoins, la présence du journaliste sur les lieux de l'explosion très peu de temps après qu'elle a eu lieu ainsi que ces poils présents au-dessus de ses lèvres uniquement sur la première vidéo intriguent Holly au plus haut point.
Deux années auparavant, à la suite de sa rencontre avec El Cuco, appelé également l'outsider, une créature pouvant prendre l'apparence de n'importe quelle personne, Holly Gibney avait pris rendez-vous avec un psychiatre renommé, le docteur Carl Morton, afin de lui parler de cette créature. Son but caché était que ce psychiatre, déjà auteur de deux livres et participant à de nombreuses conférences, parle du cas de Holly. Elle demande simplement à Carl Morton de la contacter s'il venait à être au courant d'un cas semblable au sien. Elle reçoit justement un appel de lui quelques jours après l'explosion. Un confrère du docteur Carl Morton a un patient nommé Dan Bell qui prétend connaître le « vampire psychique » qui a posé la bombe dans le collège Albert Macready.
Holly se rend à Portland, dans le Maine, pour y rencontrer Dan Bell. Ce dernier, un ancien policier âgé de quatre-vingt-onze ans spécialisé dans l'élaboration de portraits-robots, lui raconte que depuis 1960, il suit en quelque sorte l'apparition d'un journaliste qui, sous différents noms et sous deux visages, apparaît lors de situations où de nombreuses personnes décèdent : accidents d'avion, manifestations ayant dégénérées, ... En tout, il a dénombré dix-sept apparitions. Il a toujours pensé que cette personne se nourrissait en quelque sorte de la détresse et du malheur d'autrui, l'appelant ainsi un « vampire psychique ». Mais quand Dan Bell a vu la vidéo du poseur de la bombe du collège et qu'il a reconnu son vampire, il a repris contact avec son psychiatre afin que ce dernier le mette en relation avec Holly, dont il avait appris l'existence durant une conférence du docteur Carl Morton.
À la suite de son entretien avec Dan Bell, Holly Gibney est décidée à se confronter avec ce second outsider. Elle appelle le journaliste Chet Ondowsky et lui dévoile tout ce qu'elle sait de lui. Elle prétend vouloir 300 000 dollars en échange d'une clé USB contenant toutes les preuves qu'elle avance. Elle lui demande de venir au bureau de son agence de détectives privés, Finders Keepers, afin de faire l'échange. La visite impromptue de Jerome et Barbara Robinson, ses deux jeunes amis, qui arrivent en même temps que Chet Ondowsky, complique la tâche de Holly. En effet, Chet assomme Jerome et prend Barbara en otage, s'en servant comme monnaie d'échange à la place de la somme d'argent qu'il n'a pas apportée. Alors que la situation semble désespérée, Jerome, remis de son évanouissement, parvient à empêcher Chet de tuer Holly et Barbara le neutralise avec une bombe de gaz lacrymogène. Holly parvient alors à pousser Chet dans la cage d'ascenseur qu'elle a rendue accessible grâce à une manipulation informatique. La chute du quatrième étage est fatale pour Chet.

## Adaptation
Le 10 juillet 2020, Deadline Hollywood a annoncé que les droits d'adaptation de Si ça saigne pourraient être acquis par HBO, de par leur droit d'utiliser le personnage de Holly Gibney qui est au centre de la série télévisée The Outsider.